# Kirara Shiraishi
Pour les articles homonymes, voir Shiraishi.
Kirara Shiraishi (né le 31 mai 1996) est un athlète japonais spécialiste des épreuves de sprint.

## Biographie
Il remporte la médaille de bronze des championnats du monde 2019 à Doha avec le relais 4 x 100 m, en 37 s 43, signant un nouveau record d'Asie.